# 大多和音吉
大多和 音吉（おおたわ おときち、1887年(明治20年) - 1957年(昭和32年)5月）は、日本の教育者。松江ミシン裁縫女学院（現・開星中学校・高等学校）創設者。広島県出身。

## 経歴
千葉県の道徳科学研究所専攻科卒。海軍入隊の後、妻のタカとともに1924年、島根県松江市中原町に「松江ミシン裁縫女学院」を設立。道徳教育を根本として、経済的に自立できる女性の育成を目指す。校主、理事長として経営にあたり、同校は「松江洋裁女学校」「松江家政高等学校」「松江第一高等学校」などの校名変更を経て1994年より、開星中学校・高等学校となっている。